# Mermnaderne
Mermnaderne var en slægt af herskere af Lydien. Gyges var den første konge af i slægten. Mermnaderne var et magtfuldt dynasti, men kortlivet, idet det kun forblev ved magten til 5. slægtsled. Mermnaderne førte Lydien til sit højdepunkt, men landet blev også slået under deres herredømme, så mermnaderne blev de sidste lydiske konger.
| Historie | Spire Denne historieartikel er en spire som bør udbygges. Du er velkommen til at hjælpe Wikipedia ved at udvide den. |